# Kemexhe
Kemexhe is een dorp in de Belgische provincie Luik en een deelgemeente van de gemeente Crisnée. Het was een zelfstandige gemeente tot het bij de fusie van 1965 toegevoegd werd aan de gemeente Crisnée.
Kemexhe ligt in Droog-Haspengouw in het zuidoosten van de gemeente Crisnée. De dorpskom ligt ten zuiden van de weg van Sint-Truiden naar Luik die over het grondgebied van de deelgemeente loopt, en ten oosten van de weg van Tongeren naar Amay. De zuidgrens van de deelgemeente wordt sinds 1977 gevormd door de autosnelweg A3/E40. Kemexhe is een landbouwdorp dat zich stilaan ontwikkelt tot een woondorp.
In het dorp ligt een van de zes eenheden van de Belgische Civiele Bescherming.

## Bezienswaardigheden
- De Sint-Vincentiuskerk (Église Saint-Vincent) is een neoclassicistisch bouwwerk van 1866.

## Natuur en landschap
De hoogte aan de kerk bedraagt 137 meter.

## Demografische ontwikkeling
- Bronnen:NIS, Opm:1831 tot en met 1961=volkstellingen

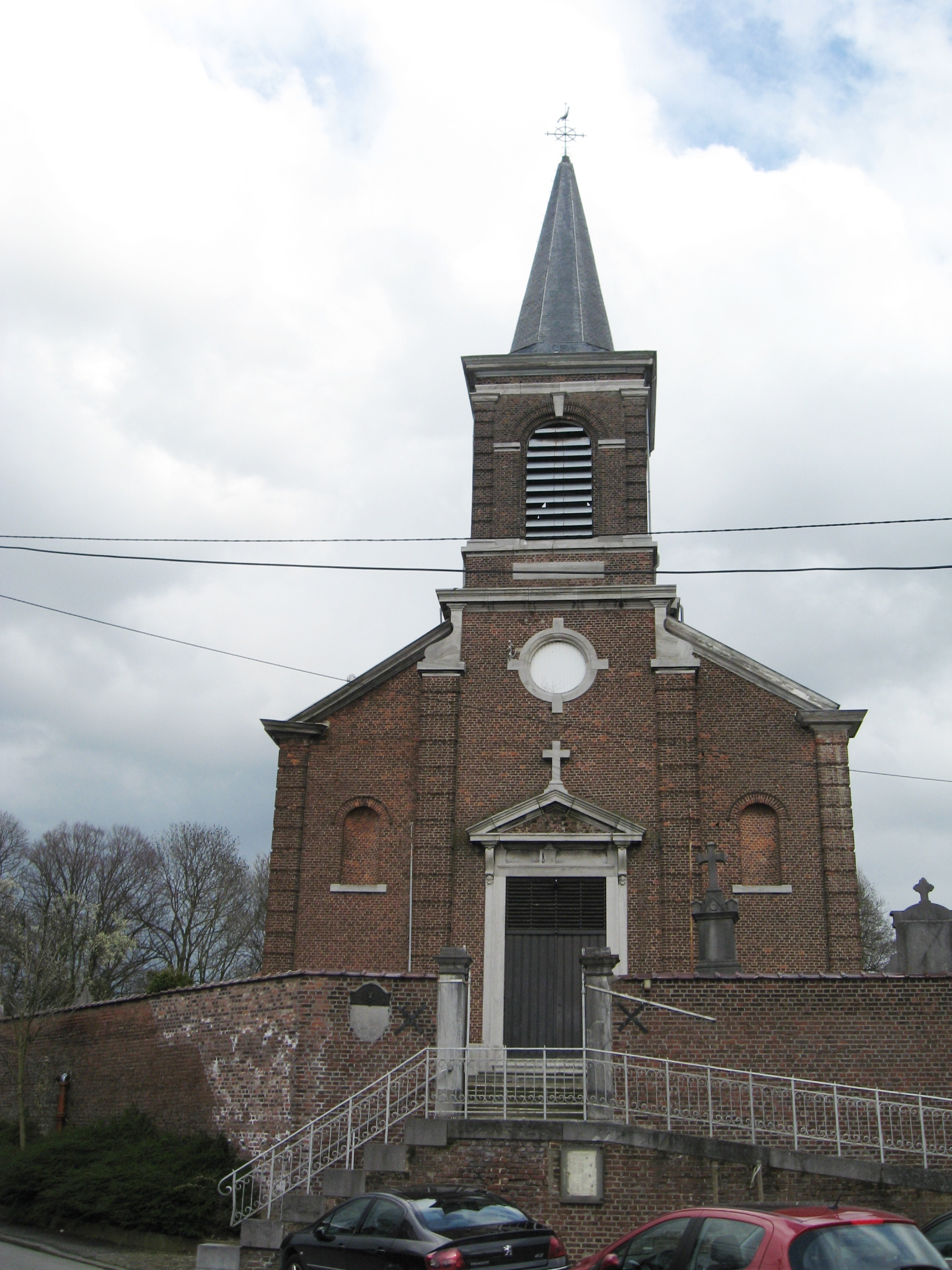
De Sint-Vincentiuskerk

## Nabijgelegen kernen
Odeur, Crisnée, Freloux, Fooz